# Quadricalcarifera hercules
Quadricalcarifera hercules är en fjärilsart som beskrevs av Alexander Schintlmeister 1997. Quadricalcarifera hercules ingår i släktet Quadricalcarifera och familjen tandspinnare. Inga underarter finns listade.